# Arbeitsgemeinschaft Umweltbildung an der Elbe
Die Arbeitsgemeinschaft Umweltbildung an der Elbe (AGUBE) ist ein Zusammenschluss von 22 Umweltbildungseinrichtungen im Biosphärenreservat „Mittelelbe“. Er besteht seit dem Jahr 2000. Die Umweltzentren befinden sich in der Auenlandschaft zwischen Dessau und Boizenburg.
Die AGUBE ist ein Ansprechpartner für Politik und Verwaltung bezüglich der Umweltbildung und Tourismusprojekte im Biosphärenreservat. Sie vermitteln der Öffentlichkeit und den Besuchern durch Informationsmaterial und Veranstaltungen fachliche und ökologische Zusammenhänge zum Natur- und Kulturraum Elbe.